# Aracus
Aracus captator es una especie de araña araneomorfa de la familia Gnaphosidae. Es la única especie del género monotípico Aracus.  

## Distribución
Es originaria de Birmania .